# Pietro Cesare Alberti
Pietro Cesare Alberti (Venezia, 2 giugno 1608 – Nuova Amsterdam, 9 novembre 1655) è stato un viaggiatore italiano, emigrato nella colonia olandese di Nuova Amsterdam nel XVII secolo e per questo considerato il primo italoamericano.

## Biografia
La vicenda di Pietro Cesare Alberti è variamente riportata dalle fonti genealogiche americane, ma non è ancora stata confermata con precisione dalla documentazione conservata a Venezia.
È stato identificato con un Giulio Cesare Alberti, il cui atto di battesimo si trova nella chiesa di San Luca con la data 20 luglio 1608. Dal documento risulta essere nato il 2 giugno precedente da Andrea Alberti, segretario del tesoro ducale, e da sua moglie Veronica. Fu in seguito chiamato Pietro, probabilmente in ricordo di un fratello maggiore morto in tenera età.
Degli Alberti sappiamo che discendevano da un ramo della nobile famiglia fiorentina e che vivevano a Malamocco, nel palazzo tuttora noto come Ca' Alberti.
Nulla si sa dei motivi che lo spinsero ad imbarcarsi per la colonia olandese di Nuova Amsterdam, la futura New York. Di certo, tra la Serenissima e le Sette Province Unite (gli odierni Paesi Bassi) vi erano dei buoni rapporti ed esse erano state alleate durante la guerra dei Trent'anni: nel corso del conflitto trecento soldati olandesi presidiavano Venezia e tra il 1630 e il 1632, per sfuggire alla peste che imperversava in città, essi si trasferirono proprio a Malamocco. Erano al comando di Giovanni Ernesto di Nassau-Siegen il cui fratellastro, Giovanni Maurizio di Nassau-Siegen, fu più tardi nominato governatore del Brasile olandese e favorì lo stanziamento di molti ex militari in Sudamerica.
Convertitosi alla fede evangelica, l'Alberti divenne marinaio al servizio del capitano David Pietersen de Viers, della nave "de Coninck David". Partito da Texel il 10 luglio 1634, sbarcò a Nuova Amsterdam il 2 giugno 1635. I registri della colonia ne attestano più volte la presenza, indicandolo alternativamente con i nomi di Cicero Alberto, Peter Ceser, Pieter Cesar, Peter Cesar Alberto o simili, talvolta accompagnati dal soprannome Mallemock (riferimento a Malamocco).
Quattro anni dopo, evidentemente molto ricco, fu in grado di comperare una tenuta in quella che più tardi diventerà Brooklyn e, otto anni dopo, un'altra proprietà nell'attuale Manhattan, portando i suoi possedimenti a 100 acri di estensione.
Il 24 agosto 1642 sposò Judith Jans Magnee, proveniente da una delle prime famiglie ad insediarsi nella colonia, che gli diede sette figli (di cui uno morto in tenera età).
Entrambi i coniugi morirono poco prima del 9 novembre 1655, forse vittime di un attacco indiano. In quella data, infatti, ai figli minorenni rimasti orfani venne assegnato un tutore.
I suoi discendenti portano ora i cognomi Burtis e Alburtis.